# Gerenčer
Gerenčer je priimek v Sloveniji, ki ga je po podatkih Statističnega urada Republike Slovenije na dan 1. januarja 2010 uporabljalo 168 oseb in je med vsemi priimki po pogostosti uporabe uvrščen na 2.629. mesto.

## Znani nosilci priimka
- Andrej Gerenčer (*1941), politik, poslanec Državnega zbora Republike Slovenije (1996-2000)
- Ivan Gerenčer, novinar
- Ivo Gerenčer (1931-2024), arhitekt
- Peter Gerenčer (*1985), nogometaš
- Simona Gerenčer Pegan (*1978), socialna delavka, tolmačka in aktivistka (za gluhoslepe)